# Autorità di bacino

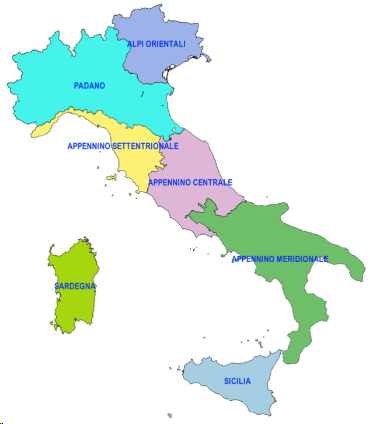
Le 7 Autorità di bacino operanti in Italia dal 2016-2017

L'Autorità di bacino è un tipo di ente pubblico non economico italiano, disciplinato dalla legge 18 maggio 1989 n. 183 e successivamente dal d.lgs. 3 aprile 2006, n. 152.

## Definizione
Organismo misto, costituito tra Stato e Regioni, operante, sui bacini idrografici, considerati come sistemi unitari e ambiti ottimali per le azioni di difesa del suolo e del sottosuolo, il risanamento delle acque, la fruizione e la gestione del patrimonio idrico e la tutela degli aspetti ambientali ad essi connessi, indipendentemente dalle suddivisioni amministrative.
Questa innovazione legislativa nel settore della difesa del suolo è da ricollegare ai lavori della Commissione De Marchi (1966), presieduta dal prof. Giulio De Marchi che ha creato i presupposti per una visione più ampia ed integrata dei problemi dell'assetto del territorio a scala di bacino. Infatti, la legge 183/89, individua il bacino idrografico come “l'unità fisica inscindibile” su cui operare con azioni finalizzate alla tutela, difesa e valorizzazione delle risorse esistenti.

## Obiettivi
Superare le frammentazioni di competenza e istituzionali che non consentono una pianificazione unitaria e integrata, secondo un'impostazione ormai propria di tutti i maggiori bacini europei.
L'Autorità è il luogo di intesa e concertazione delle scelte di pianificazione tra le istituzioni interessate alla difesa e tutela, uso e governo delle risorse del sistema territoriale in linea con lo sviluppo sostenibile sociale, economico e ambientale.

## Individuazione del bacino idrografico
Costituisce il miglior strumento per la risoluzione di problemi di competenze e per una razionale ed unitaria pianificazione e programmazione fisico ambientale e socio-economica.
Il bacino idrografico, quindi, viene inteso come un ambito fisico di pianificazione che supera le frammentazioni finora prodotte dall'adozione di aree di riferimento aventi confini esclusivamente amministrativi.
Da qui nasce la necessità di dar vita ad un Ente, l'"Autorità di Bacino", che assicuri il coordinamento di tutte le azioni sul territorio.

## Sette Autorità di bacino per sette distretti idrografici
Con il d.Lgs. 152/2006 il territorio nazionale è stato suddiviso in sette distretti idrografici. E in ciascuno di essi è stata istituita una Autorità di bacino distrettuale. Sono organi dell'Autorità di bacino: la Conferenza istituzionale permanente, il Segretario generale, la Segreteria tecnico-operativa e la Conferenza operativa di servizi.  
Con la pubblicazione sulla Gazzetta Ufficiale n. 27 del 02/02/2017, entra in vigore da venerdì 17 febbraio 2017 il Decreto del Ministero dell'Ambiente e della Tutela del Territorio e del Mare del 25 ottobre 2016, che disciplina l'istituzione delle Autorità di Bacino Distrettuali. Ovvero: 
- Autorità di bacino distrettuale del Po[1]
- Autorità di bacino distrettuale delle Alpi orientali[2]
- Autorità di bacino distrettuale dell'Appennino settentrionale[3]
- Autorità di bacino distrettuale dell'Appennino centrale[4]
- Autorità di bacino distrettuale dell'Appennino meridionale[5]
- Autorità di bacino regionale della Sardegna[6]
- Autorità di bacino del distretto idrografico della Sicilia[7]

## Prima del 2006
Prima che venisse approvato il d.Lgs. 152/2006 e venissero istituiti i bacini di distretto menzionati, in base alla legge 183/89, tutto il territorio nazionale erano stato suddiviso in bacini idrografici, suddivisi in base a tre gradi di rilievo territoriale:
- bacini di rilievo nazionale;
- bacini di rilievo interregionale;
- bacini di rilievo regionale.

### Elenco autorità di bacino prima che venisse approvato il d.Lgs. 152/2006
I bacini di rilievo nazionale sono 7:
- Autorità di bacino dei fiumi Isonzo, Tagliamento, Livenza, Piave, Brenta-Bacchiglione;
- Autorità di bacino del fiume Adige;
- Autorità di bacino distrettuale del fiume Po;
- Autorità di bacino del fiume Arno;
- Autorità di bacino del fiume Tevere;
- Autorità di bacino dei fiumi Liri-Garigliano e Volturno
- Autorità di bacino del fiume Serchio

Con la legge 183/89 vengono individuati 13 bacini di rilievo interregionale:
- Autorità di bacino interregionali dei fiumi Fissero Tartaro Canalbianco
- Autorità di bacino interregionale del fiume Lemene
- Autorità di bacino interregionale del fiume Magra
- Autorità di bacino interregionale del fiume Fiora
- Autorità di bacino interregionale dei fiumi Marecchia-Conca
- Autorità di bacino interregionale del fiume Reno
- Autorità di bacino interregionale del fiume Tronto
- Autorità di bacino interregionale del fiume Sangro
- Autorità di bacino interregionale della Puglia
- Autorità di bacino interregionali dei fiumi Trigno, Biferno e Minori, Saccione e Fortore
- Autorità di bacino interregionale della Basilicata
- Autorità di bacino interregionale del fiume Lao
- Dal 15 maggio 2012 l'Autorità di Bacino Regionale Campania Sud ed Interregionale per il bacino idrografico del fiume Sele, nata dall'accorpamento dell'Autorità di bacino interregionale del fiume Sele con l'Autorità di bacino regionale Sinistra Sele e l'Autorità di bacino regionale Destra Sele[9][10].

Oltre ai sopracitati enti, ciascuna regione italiana può istituire autorità di bacino di rilievo regionale:
- Abruzzo
  - Autorità di bacino regionale dell'Abruzzo
- Calabria
  - Autorità di bacino regionale della Calabria
- Campania
  - Autorità di bacino regionale nord occidentale della Campania
  - Autorità di bacino regionale del fiume Sarno
- Emilia-Romagna
  - Autorità dei bacini regionali romagnoli
- Friuli Venezia Giulia
  - Autorità di bacino regionale del Friuli Venezia Giulia
- Lazio
  - Autorità di bacino regionale del Lazio
- Liguria
  - Autorità dei bacini della Liguria
- Marche
  - Autorità di bacino regionale delle Marche
- Puglia
  - Autorità di bacino regionale della Puglia
- Sardegna
  - Autorità di bacino regionale della Sardegna
- Sicilia
  - Autorità di bacino regionale della Sicilia
- Toscana
  - Autorità di bacino regionale Ombrone
  - Autorità di bacino regionale Toscana costa
  - Autorità di bacino regionale Toscana nord
- Veneto
  - Autorità di bacino regionale del Veneto

## Revisione
Questo processo così innovativo e caratterizzato da un approccio interdisciplinare all'”assetto e governo territoriale” è stato oggetto di rivisitazione, in particolare con il d. lgs. 152/2006.

### Motivazioni
- recepire la Direttiva comunitaria 2000/60 (all. 1), la cui priorità è “l'uso sostenibile” della risorsa acqua, concetto esteso a:
- rispondere alla sostenibilità ecologica, che implica la compatibilità ambientale;
- rispondere sostenibilità economica, riferita alla disponibilità dell'acqua, risorsa limitata e quindi intesa come “bene” da allocare, amministrare e gestire correttamente al fine di garantirlo alle future generazioni;
- sostenibilità sociale, intesa come “bene essenziale” di cui garantirne accessibilità e condizioni eque secondo un principio di solidarietà
- consapevolezza che il governo del territorio deve realizzarsi mediante il corretto uso delle risorse, e attraverso “interventi attivi” di controllo e monitoraggio costante.

## Riferimenti normativi
- Art. 63 del Decreto legislativo 3 aprile 2006, n. 152